# کیتیونه تالیگا
کیتیونه تالیگا (انگلیسی: Kitione Taliga؛ زادهٔ ۲۱ آوریل ۱۹۹۳) بازیکن راگبی ۷ نفره است.
وی به‌همراه تیم ملی راگبی ۷ نفره فیجی به مقام قهرمانی در بازی‌های المپیک تابستانی ۲۰۱۶ رسیده‌است.